# Howl no Ugoku Shiro
Howl no Ugoku Shiro (ハウルの動く城 lit. El castillo caminante de Howl?), conocida en España como El castillo ambulante y en Hispanoamérica como El increíble castillo vagabundo, es una película de animación japonesa creada por Studio Ghibli, producida por Toshio Suzuki y dirigida por Hayao Miyazaki. Se basa en la novela homónima de la escritora británica Diana Wynne Jones.
Es la octava producción dirigida por Hayao Miyazaki dentro de Studio Ghibli y la decimoquinta del estudio. La película está ambientada en un reino ficticio en el cual tanto la magia como la tecnología del siglo XX están presentes. Sophie es una joven sombrerera que es víctima del hechizo de una bruja y que decide ir al castillo ambulante, lugar habitado por el mago Howl, para ver si puede encontrar una solución al maleficio.
Influenciada por la fuerte oposición de Miyazaki hacia la Invasión de Irak de 2003 por parte de Estados Unidos, Howl no Ugoku Shiro contiene temas relacionados con el pacifismo. Miyazaki afirmó que «tenía mucha rabia sobre la guerra de Irak», lo que le llevó a realizar una película que él consideraba que sería mal recibida en Estados Unidos. También explora otros temas tales como el feminismo, la importancia de la compasión y la vejez, representándose como algo positivo al otorgar libertad a la protagonista. En 2013, Miyazaki comentó que Howl no Ugoku Shiro era su creación favorita, explicando que «quería transmitir el mensaje que la vida vale la pena vivirla, y no creo que haya cambiado». La película es significativamente diferente del libro; mientras que el libro se centra en desafiar las normas de clase y de género, la película se centra en el amor, la lealtad y los efectos destructivos de la guerra.
La película se estrenó el 5 de septiembre de 2004 en el Festival Internacional de Cine de Venecia, y el 20 de noviembre de 2004 en los cines de Japón. Obtuvo allí una recaudación de 190 millones de dólares y 235 millones a nivel mundial, convirtiéndose así en una de las películas más taquilleras de la historia del cine en Japón. Tuvo una repercusión mediática excepcional, siendo nominada al Premio Óscar en la categoría de mejor película de animación, aunque perdió ante el filme Wallace & Gromit: The Curse of the Were-Rabbit. Obtuvo un premio en el Festival de Cine de Venecia, así como también en el Festival de Cine de Sitges, el Festival de Arte de Japón, el Premio Nébula al mejor guion y un Tokyo Anime Awards, entre otros reconocimientos.

## Argumento
Sophie es una joven sombrerera cuyo camino se cruza con el de un excéntrico mago llamado Howl, mientras se proponía a visitar a su hermana, Lettie. Al regresar conoce a la Bruja del Páramo, quien le lanza un hechizo que la transforma en una mujer de noventa años. Buscando romper la maldición, Sophie abandona su hogar y comienza a recorrer el país. Posteriormente se encuentra con un espantapájaros, a quien ella decide llamar "Cabeza de Nabo". El espantapájaros la conduce al castillo ambulante de Howl, donde conoce al joven aprendiz de Howl, Markl, y al demonio del fuego, Calcifer, quien es la fuente de la energía del castillo. Cuando Howl llega, Sophie anuncia que Calcifer la dejó entrar y que había sido contratada por sí misma como la señora de la limpieza. 
Mientras tanto, el país de Sophie se ve envuelto en una guerra con un país vecino. El Rey invoca a Howl para que luche en la guerra; sin embargo, Howl decide enviar a Sophie en su lugar bajo el pretexto de ser su madre y así decirle al rey que Howl es demasiado cobarde para pelear. Antes de partir, le entrega a Sophie un anillo encantado que la conecta a Calcifer y que la mantendrá a salvo. Una vez allí, Sophie se encuentra con Suliman, la consejera y hechicera del rey, y también con la Bruja del Páramo, a quien Suliman castiga arrebatándole sus poderes, luciendo ahora como una anciana inofensiva. Suliman le informa que Howl tendrá el mismo destino si no lucha, a la vez que Sophie protesta en su defensa. Esto permite que Suliman vea la verdadera apariencia de Sophie, notando que tiene sentimientos románticos por Howl. Poco después, Howl viene al rescate de Sophie y Suliman intenta capturarlo, pero con la ayuda de Sophie ambos escapan junto con la Bruja del Páramo.
Más adelante, Sophie aprende que Howl se ha estado transformado en una criatura similar a un pájaro para interferir con los planes de guerra de ambos bandos, pero con cada transformación le es más difícil volver a su forma humana. La madrastra de Sophie, bajo el control de Suliman, la visita y deposita un "insecto espía" en el castillo. La Bruja del Páramo rápidamente destruye a la criatura arrojándola a Calcifer, quien enferma y se encuentra demasiado débil como para proteger el castillo. Pocas horas después, la ciudad es bombardeada por aviones enemigos y los secuaces de Suliman invaden la morada del grupo. Después de sanar a Calcifer, Howl le dice a Sophie que no huirá debido a que finalmente ha encontrado a alguien a quien proteger. Deduciendo que Howl estaba tratando de proteger el castillo y a todos dentro de él, Sophie se las ingenia para mover el castillo de lugar. Mientras tanto, la Bruja del Páramo se da cuenta de que Howl le había dado su corazón a Calcifer e intenta tomarlo. Sophie, aterrorizada, vierte agua sobre la bruja, un hecho que apaga considerablemente las llamas de Calcifer. El castillo termina dividido en dos, con Sophie cayendo por un abismo y separada de Markl, la bruja y Calcifer.
Siguiendo el camino que le muestra el anillo de Howl, Sophie es testigo de una escena del pasado. Observa cómo un joven Howl se apiada de una estrella que caía, Calcifer, y le da su corazón. El acto unió a Calcifer y Howl; sin embargo, al perder su corazón, Howl quedó emocionalmente atrapado en la adolescencia. Sophie encuentra a Howl en forma de pájaro y lo lleva de vuelta con Calcifer. La bruja devuelve el corazón de Howl y Sophie se lo entrega a éste, devolviéndolo así a la vida y liberando a Calcifer. Howl despierta y Sophie, naturalmente feliz, lo abraza. A pesar de que Calcifer es ahora libre, regresa con sus antiguos amigos. A su vez, Cabeza de Nabo se convierte en el desaparecido príncipe Justin al recibir un beso de Sophie, cuyo hechizo solo podía romperse si recibía un beso de su verdadero amor. La Bruja del Páramo le dice al príncipe que su amor se había enamorado de otra persona, a lo que él responde que los corazones de la gente podían cambiar y procede a regresar a su reino para acabar con la guerra, prometiendo que vendría a visitarlos. Suliman, observando a través de un globo de cristal, decide terminar la guerra. Howl, Sophie y los demás son vistos en el aire en un nuevo castillo volador, mientras los bombarderos regresan de la guerra.

## Personajes
A continuación se describe brevemente a los personajes más destacados de la película:

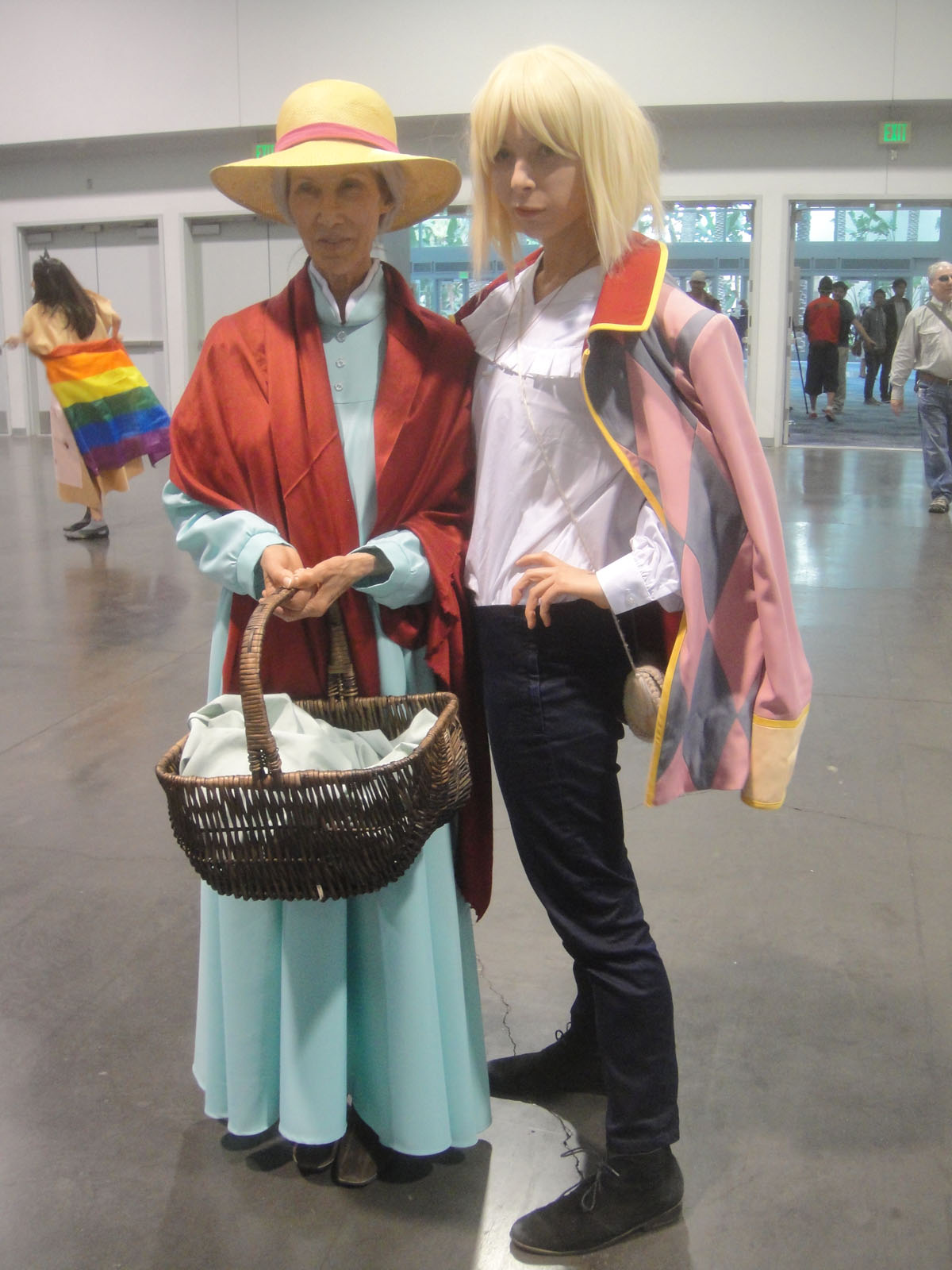
Cosplay de Sophie y Howl, AM2 Con de 2012.

- Sophie Hatter (ソフィー・ハッター Sofī Hattā?): Es una joven de dieciocho años que trabaja en una sombrerería. Es víctima de una maldición por parte de la Bruja del Páramo que le hace tener la apariencia de una mujer de noventa años. De carácter tímido y cerrado, tendrá que enfrentarse a sí misma para poder romper el maleficio que se ha desatado sobre ella y ayudar a Howl. En la adaptación japonesa su seiyū (actor de voz) es Chieko Baishō.

- Howl Jenkins Pendragon (ハウル・ジェンキンス・ペンドラゴン Hauru Jenkinsu Pendoragon?): Es el amo y señor del castillo ambulante. Es un mago dotado de un poder inmesurable del que se cuentan varias leyendas, entre ellas que se dedica a robar el corazón de mujeres jóvenes y bellas. De apariencia joven y energética, rechaza la invitación del rey de unirse a la guerra puesto que vive sus días con despreocupación y sin objetivos. En realidad, aborrece la guerra y por ende trata de sabotear las naves de guerra de ambos bandos para así evitar la masacre de inocentes, a costa de perder su propia humanidad. En la adaptación japonesa su seiyū es Takuya Kimura.

- Bruja del Páramo (荒地の魔女 Arechi no Majo?): Es una malvada bruja que persigue a Howl para adueñarse de su corazón. De acuerdo con Howl, la Bruja del Páramo alguna vez fue una bella mujer, motivo por el cual se acercó a ella, pero terminó huyendo al ver cómo era realmente. Desde ese entonces, la bruja lo ha estado persiguiendo. También solía ser la bruja de la Casa Real de Kingsbury, pero fue expulsada cincuenta años atrás por Madame Suliman y eligió el Páramo para vivir, de ahí su nombre. Es la responsable del maleficio que atormenta a Sophie, y tiene a su mando hombres de lodo. En la adaptación japonesa su seiyū es Akihiro Miwa.

- Markl (マルクル Marukuru?): Es el joven discípulo de Howl. Es huérfano y se encarga de recibir a los visitantes que llegan al castillo para ver al mago o a los enviados del rey que portan cartas de invitación. En la adaptación japonesa su seiyū es Ryūnosuke Kamiki.

- Calcifer (カルシファー Karushifâ?): Es un demonio de fuego, encargado de mantener la energía del castillo ambulante. Irónico y bromista, promete ayudar a Sophie a condición de que esta le ayude a él. En la adaptación japonesa su seiyū es Tatsuya Gashūin.

- Nabo o Cabeza de Nabo (カブ Kakashi no Kabu?): Un espantapájaros que siempre intenta ayudar a Sophie. Hace honor a su nombre al tener un nabo como cabeza. En realidad, éste resulta ser el príncipe Justin, del reino vecino, quien había sido hechizado y cuya desaparición había sido la causa de la guerra. En la adaptación japonesa su seiyū es Yō Ōizumi.

- Madame Suliman (サリマン Sariman?): Hechicera del reino, audita a Howl para saber la razón por la que no ha querido participar en la guerra. Igual de fría como gentil, Madame Suliman tiene la capacidad de retirar la magia de cualquier hechicero. En la adaptación japonesa su seiyū es Haruko Katō.

- Heen (ヒン Hin?): Es el perro mágico de Madame Suliman, quien le encarga investigar la situación geográfica de Howl. En la adaptación japonesa su seiyū es Daijirō Harada.

- Lettie (レッティ Rettie?): Es la hermana menor de Sophie. En la adaptación japonesa su seiyū es Yayoi Kazuki.

- Honey (ハニー Hanī?): Es la madre de Sophie y Lettie. Su nombre en la novela es Fanny, pero fue cambiado a "Honey" en la película. En la adaptación japonesa su seiyū es Mayuno Yasokawa.

- Rey Kokuō de Ingary: Es el rey de Ingary. En la adaptación japonesa su seiyū es Akio Ōtsuka.

## Temática

### Pacifismo
Howl no Ugoku Shiro hace hincapié en temas contra la guerra, influenciada por la aversión de Miyazaki hacia la Invasión de Irak de 2003. Al recibir el premio Óscar por El viaje de Chihiro, Miyazaki comentó que «tenía mucha rabia acerca [de la guerra]. Por lo que siento algunas dudas sobre el premio». Miyazaki se identifica a sí mismo como un pacifista, y en vísperas de la guerra de Irak, decidió crear una película que él consideraba sería mal recibida en Estados Unidos. A pesar del éxito de la película en ese país, el erudito literario Dani Cavallaro afirmó que Miyazaki fue capaz de «crear una película que, en un principio, debió causar cierto malestar entre el público estadounidense». En la película, el personaje de Madame Suliman parece tener solamente motivaciones sádicas para crear conflictos, y a pesar de ser omnisciente, es incapaz de reconocer la idiotez de la guerra sino hasta el final de la historia. Esto mismo refleja el deseo de Miyazaki de mostrar que los conflictos del mundo real son también algo arbitrario y alimentado por los deseos de gente caprichosa. Cavallaro también afirmó que la representación de la guerra llevaba "un inconfundible sabor amargo".
El universo de Howl no Ugoku Shiro es representado como un sitio donde no existen los villanos y héroes; en cambio, los personajes son complejos e incluso aquellos que son inicialmente retratados como "buenos", tales como Howl, son capaces de cambiar. Matt Kimmich ha afirmado, sin embargo, que el mensaje simplista de la película es que "la guerra es mala". La escena en la cual Sophie se encuentra de pie sobre un hermoso campo de flores y es posteriormente interrumpida por una grotesca máquina de guerra, es otro de los simbolismos de Miyazaki sobre la "destrucción de la paz". Esta representación también contrasta fuertemente con otras películas de Miyazaki, tales como La princesa Mononoke, filme que critica el conflicto militar de una manera mucho más matizada. Andrew Osmond declaró que «la sincera postura anti-guerra de Howl se presenta como un nihilismo sin otra alternativa, debido a que combate contra las fuerzas de cada bando y se convierte en el peor terror de todos», en forma de un monstruoso pájaro. Al transformarse en un pájaro, Howl corre el riesgo de perder su propia humanidad, con Calcifer comentando que en algún momento no podrá volver a su forma humana. En contraste, Ashitaka de La princesa Mononoke lucha contra la enfermedad demoníaca con la cual él es afligido e intenta negociar una paz entre las dos bandos. Osmond afirma que ambas películas también señalan los límites de la masculinidad, como lo demuestran Howl y Ashitaka.

### Vuelo
Al igual que varias otras películas de Miyazaki, Howl no Ugoku Shiro refleja el amor del director por el vuelo. Algunas secuencias de la película incluyen varios aviones con diseños estrafalarios, así como también Howl mismo transformándose en un pájaro. Miyazaki examina el vuelo como tema mucho más importante en la película Kaze Tachinu. El director también indicó que cuando era niño se sentía atraído hacia los aviones militares, pero que comenzó a odiarlos al enterarse del propósito destructivo para el cual fueron creados. Así mismo, Howl no Ugoku Shiro también contiene secuencias de grandes embarcaciones militares representadas como feas y destructivas. Cavallaro escribió que Miyazaki quería "retratar la huida como un objeto de admiración y asombro", pero que no está "ciego a su abuso por estrategas y gobernantes sin escrúpulos".
La visión matizada del vuelo es parte de una crítica mucho más amplia de Miyazaki sobre la sociedad moderna y la tecnología. Margaret Talbot escribió que en persona, Miyazaki exhibe "una profunda insatisfacción con la vida moderna", particularmente con los efectos de la tecnología y la desconexión con la naturaleza. Muchas de sus películas muestran la tecnología como una de las raíces del mal. Las naves de batalla que se ven en la película se presentan "reluciendo con modernidad y desfilando rectitud", pero luego se muestran altamente destructivas. En contraste, el castillo semi-orgánico de Howl demuestra "la presentación taoísta de Miyazaki sobre que el industrialismo necesita alinearse con la naturaleza", según Carl y Garrath Wilson. Antonio Lioi comentó que Miyazaki, a menudo, representa bellas escenas en contraste con las que contienen símbolos de la modernidad, tal como la escena donde el sueño de Sophie es interrumpido por una máquina de guerra. Este contraste es parte de una crítica ecológica de la modernidad, pero Miyazaki también ofrece una alternativa en forma de hermosos paisajes naturales.

### Vejez y compasión
Miyazaki afirmó que un aspecto atractivo de la historia fue la forma positiva en la que se retrata la vejez. Cuando Sophie envejece como consecuencia del hechizo de la Bruja del Páramo, ella se siente más capaz de expresarse libremente. De acuerdo con Miyazaki, personajes de mujeres ancianas rara vez dominan la pantalla como ocurre en Howl no Ugoku Shiro, algo que lo convirtió en un concepto arriesgado. Elizabeth Parsons declaró que la película rompe con el estereotipo sobre que "la vejez no es atractiva", y las acciones de Sophie son aquellas que generalmente son asociadas con las abuelas, tales como ser amable y educar a los que la rodean, además de realizar tareas domésticas; sin embargo, estas acciones se representan como poderosas y heroicas. Sophie es una de las varias protagonistas femeninas en las películas de Miyazaki. Según Parsons, esto da a la película un aspecto feminista. Además, a pesar de que Sophie logra legitimar su presencia en el castillo afirmando ser una dama de la limpieza, la película continúa mostrando que el trabajo doméstico está equitativamente distribuido, fortaleciendo su aspecto feminista.
En el filme, se muestra cómo Sophie tiene que superar una serie de desafíos a la vez que debe aprender a poner el bienestar de los que la rodean por encima de su propio interés, una cualidad que Miyazaki define como devoción. Varios de los protagonistas de otras películas de Miyazaki, tales como Ashitaka y San en La princesa Mononoke, y Sheeta y Pazu en El castillo en el cielo, aprenden a sobrevivir aprendiendo la misma lección que Sophie. Cavallaro afirma que Miyazaki difunde esta moral a través de toda la película, con el objetivo de transmitir la capacidad de los seres humanos de ser compasivos. A lo largo del filme, Howl, cuyo carácter es mayormente vanidoso y egoísta, también aprende a poner a otros por encima de sí. Cuando Madame Suliman devuelve a la Bruja del Páramo a su verdadera edad, Sophie cuida de ella a pesar de que la bruja es responsable de su maldición, demostrando así el concepto de la compasión. Parsons escribe que "en el acto equilibrado de Miyazaki, las mujeres mayores pueden ser poderosas y débiles, positivas y negativas, altruistas y egoístas, malignas y amadas, en resumen, no pueden ser categorizadas o estereotipadas".

## Producción

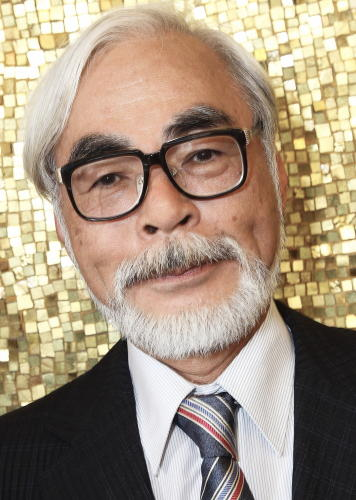
Hayao Miyazaki, el guionista y director de la película.

Después del éxito notable de Neko no Ongaeshi, el Studio Ghibli inició otra producción donde el director fuera un director distinto a los fundadores del estudio (Hayao Miyazaki e Isao Takahata). El estudio decidió hacer una adaptación de un libro de una escritora europea para volver a hacer una película ambientada en el Viejo Continente, siendo la última Porco Rosso, en 1992. El director elegido fue Mamoru Hosoda, director de dos temporadas y una película de la serie Digimon y director de filmes como La chica que saltaba a través del tiempo o Summer Wars, que en un primer momento decidió ser el encargado de la dirección. Sin embargo, por problemas de agenda y creativos decidió abandonar el proyecto. Fue entonces cuando Hayao Miyazaki decidió retomar la película como director. La película consiguió tener 2400 millones de yenes (24 millones de dólares) de presupuesto.

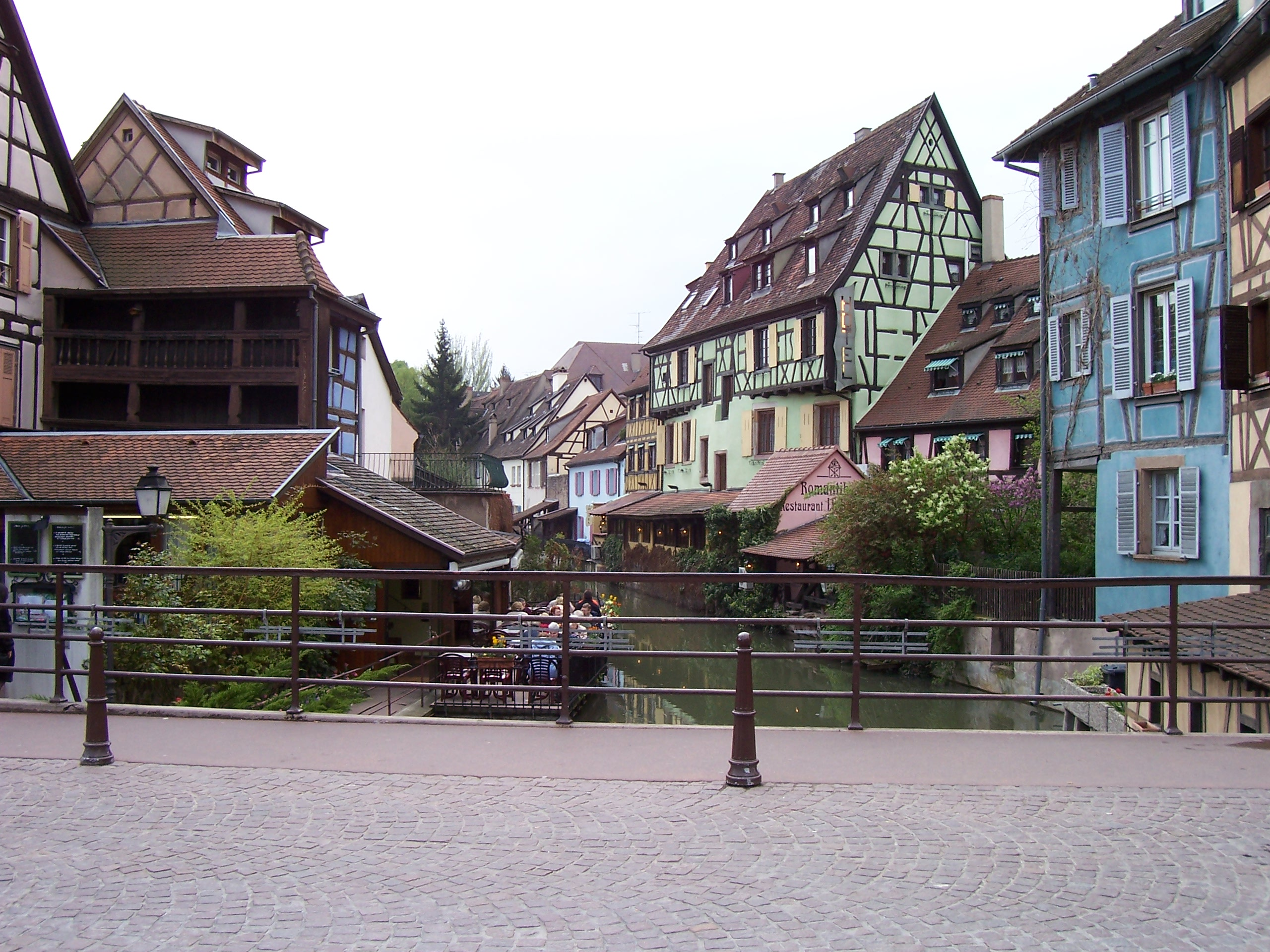
Barrio de la Petite Venice en Colmar, Alsacia, Francia, ciudad que inspiró al filme.

Para El castillo ambulante, Miyazaki se inspiró en la estética del subgénero de ciencia ficción steampunk. Las máquinas voladoras utilizadas por los protagonistas en unas escenas de la película son semejantes a las aéroclettes, diseñadas por el artista francés Albert Robida en 1901. Miyazaki utiliza esa inspiración para desarrollar originales tipos de aeronaves como hizo en otras películas suyas como Nausicaä del Valle del Viento, El castillo en el cielo o Porco Rosso. La aviación es el tema favorito de Miyazaki e intenta reflejarlo lo máximo posible en sus obras. El uso de la animación tradicional sigue siendo parte importante en la película aunque el uso del ordenador estuvo presente para realizarla, asistiendo a la animación tradicional (con la pintura y composición) y para crear infográficamente el movimiento del castillo.
La autora del libro en el que se basa la película, Diana Wynne Jones, empezó a crear la novela cuando una enfermedad severa le impedía hacer una vida normal y se sintió muy mayor, algo parecido a lo que le sucede a la protagonista de la película, a la que de pronto un hechizo le hace tener el físico de una anciana de noventa años. La novela refleja que la historia está ambientada en una nación europea durante la Primera Guerra Mundial, al igual que en el filme. Sin embargo, la película difiere en la novela en muchos aspectos.

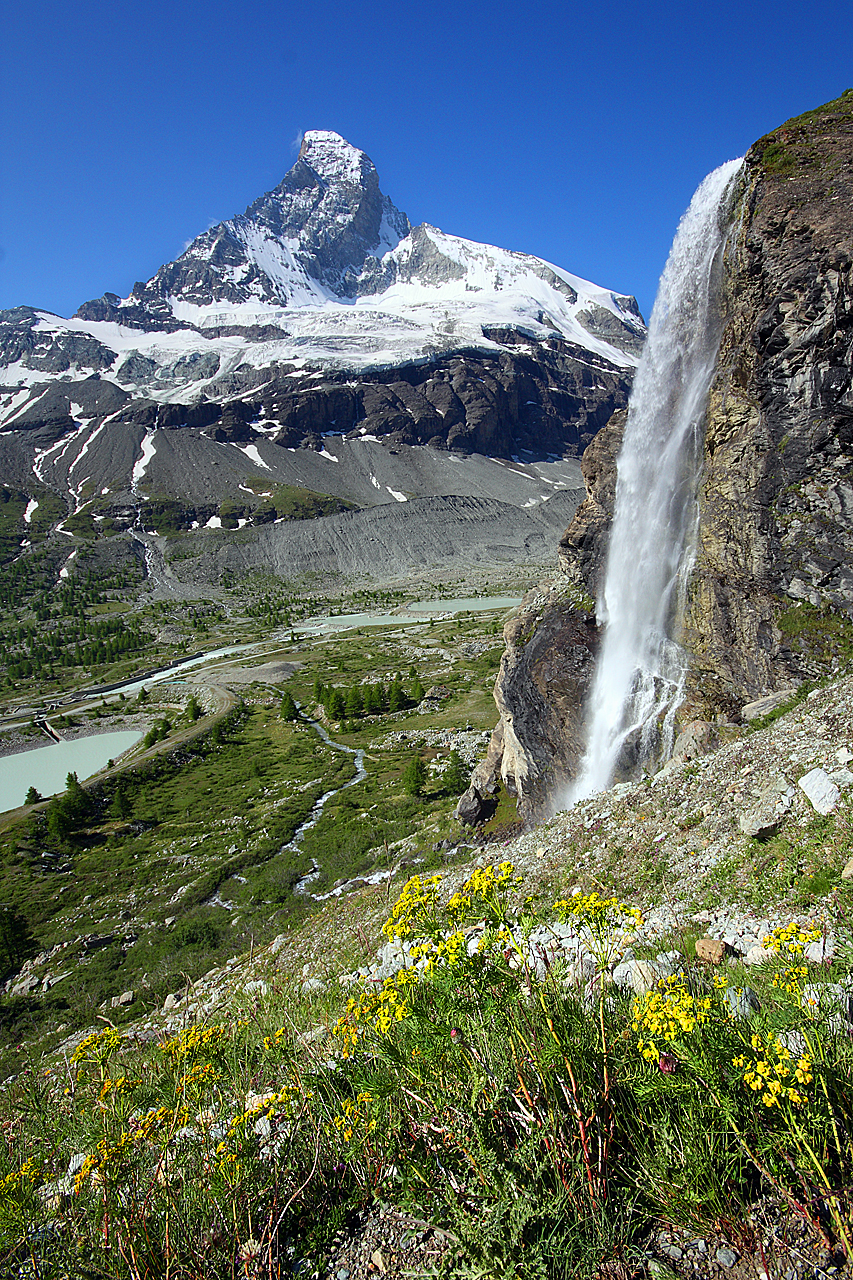
Monte Cervino, en el cantón de Valais, Suiza, lugar de inspiración de la película.

Miyazaki decidió recrear la película en una nación europea alterna para evitar tener que inspirarse en sólo un país, aunque el director afirmó que la ciudad de Sophie está inspirada en la ciudad francesa de Colmar, en la región de Alsacia, territorio clave durante la Primera Guerra Mundial y que fueron, junto con la región de Lorena, los territorios que Francia y Alemania se disputaban y que fueron también llave de la Segunda Guerra Mundial; Miyazaki también aseguró que las zonas verdes que ofrecen sensación de tranquilidad están inspiradas en los Alpes Lepontinos, situados en los cantones de Valais, Tesino y de los Grisones, en Suiza (país conocido por su política de neutralidad).
Diana Wynne Jones se reunió con representantes del Studio Ghibli para hablar sobre la adaptación del libro, pero no quiso en ningún momento involucrarse en la producción de la película para que tanto el libro como el largometraje tuvieran su sello propio. Al finalizarse la producción, Hayao Miyazaki viajó a la residencia de Wynne Jones en el Reino Unido en verano del 2004 para ofrecerle un pase privado de la película. Después de visionarla, Wynne Jones declaró:

"Realmente lo disfruté, la animación es una obra de arte y me divertí tanto como cuando escribí el libro. Esto ciertamente no es mi trabajo, pero hasta la mitad es una película que realmente se mete dentro de mi libro, y rinde homenaje a la mejor manera. Ciertamente ya en la segunda mitad de la película, Miyazaki se aparta notablemente de la historia que había escrito, pero conservando su esencia."

Debido a la complejidad y abstracción de la película, cuando el productor Toshio Suzuki fue entrevistado acerca de su visión personal sobre el filme comentó: "Miyazaki siempre ha hecho películas mediante la destrucción de la gramática del cine. Cada vez intenta hacer algo diferente y sabía que por esta película sería criticado. Pero no era importante para él. Sabía que iba a hacer algo más iconoclasta que sus trabajos anteriores. Lo que quería era hacer una película que fuese conmovedora para los espectadores de hoy. Él desde el principio estaba listo para hacer frente a esas críticas".

## Voces
Para el doblaje original, se contó con la participación de la actriz japonesa Chieko Baishō para el papel de Sophie tanto de mayor como de joven. Baishō, que contaba con 63 años cuando realizó el doblaje, pudo asemejarse en ambos papeles debido a la madurez precoz de Sophie siendo joven y a la edad que obtiene con el maleficio. Baishō ya había participado con Studio Ghibli en otra producción anterior, Recuerdos del ayer, donde puso voz a la canción principal. Para el papel de Howl se contó con la participación de Takuya Kimura, un importante actor y cantante que apareció en la película hongkonesa 2046.
Para el doblaje al español se hicieron dos versiones; una para España y otra para Hispanoamérica, hecha en México. El doblaje de España estuvo a cargo de Alfonso Laguna, importante actor y director de doblaje que ha sido el encargado de dirigir el doblaje de varias películas del estudio como Cuentos de Terramar o Gake no ue no Ponyo. El doblaje de México fue dirigido por Alejandro Mayén, reconocido actor de doblaje famoso por ponerle voz a Peter Griffin en la serie Padre de familia y director de doblaje de películas como Crash o Cómo entrenar a tu dragón.
Walt Disney Company fue la encargada de realizar el doblaje al inglés de El castillo ambulante. John Lasseter, miembro fundador de Pixar y director de películas como Toy Story o Bichos quería encargarse de dirigir el doblaje al inglés porque quería asegurarse que se hiciera un doblaje digno de la película. Por falta de tiempo, decidió delegar esa responsabilidad en Pete Docter, otro miembro de Pixar, y en Rick Dempsey como codirector de doblaje, quedándose como productor ejecutivo. Para el doblaje se contó con la participación de actores de prestigio como Emily Mortimer, Lauren Bacall, Jean Simmons, Christian Bale, Blythe Danner, Josh Hutcherson y Billy Crystal. El estudio de doblaje en España fue 103 - Todd Ao, ubicado en Madrid, mientras que el estudio de doblaje en México fue Estudios Candiani, en la Ciudad de México. A continuación se muestra una tabla donde aparecen los doblajes descritos anteriormente.
| Personaje                      | Seiyū            | Actores de voz  | Actores de voz       | Actores de voz  |
| ------------------------------ | ---------------- | --------------- | -------------------- | --------------- |
| Sophie (joven)                 | Chieko Baishō    | Mar Bordallo    | Gabriela Gómez       | Emily Mortimer  |
| Howl                           | Takuya Kimura    | Iván Muelas     | Gerardo García       | Christian Bale  |
| Sophie (mayor)                 | Chieko Baishō    | Pilar Gentil    | Gabriela Gómez       | Jean Simmons    |
| Bruja del Páramo               | Akihiro Miwa     | Teresa del Olmo | Cecilia Airol        | Lauren Bacall   |
| Calcifer                       | Tatsuya Gashūin  | Alfonso Laguna  | Noé Velázquez        | Billy Crystal   |
| Madame Sulimann                | Haruko Katō      | Matilde Conesa  | Adriana Casas        | Blythe Danner   |
| Markl                          | Ryūnosuke Kamiki | Chelo Vivares   | Manuel Díaz          | Josh Hutcherson |
| Honey                          | Mayuno Yasokawa  | Mercedes Cepeda | Erica Edwards        | Mari Devon      |
| Lettie                         | Yayoi Kazuki     | Pilar Puchol    | Liliana Barba        | Jena Malone     |
| Príncipe Justin Cabeza de Nabo | Yō Ōizumi        | David Robles    | Alan Prieto          | Crispin Freeman |
| Kokuō, rey de Ingary           | Akio Ōtsuka      | -               | Luis Alfonso Padilla | Mark Silverman  |
| Heen                           | Daijirō Harada   | -               | -                    | -               |

## Banda sonora

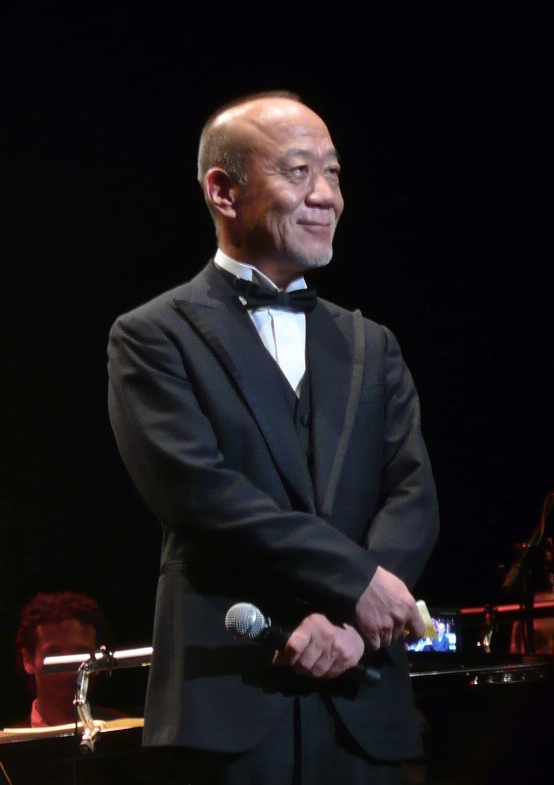
Joe Hisaishi, compositor de la banda sonora.

La banda sonora corrió a cargo de Joe Hisaishi, que ha realizado, hasta ahora, las bandas sonoras de las películas dirigidas por Hayao Miyazaki dentro del Studio Ghibli, como La princesa Mononoke o El viaje de Chihiro. Hisaishi realizó la banda sonora inspirándose en los valses de la época del Romanticismo; en música popular como el Schottisch, baile típico de Suiza, y en compositores románticos como Frédéric Chopin o Richard Wagner. La banda sonora salió por primera vez al mercado japonés el 19 de noviembre de 2004 a través del sello Tokuma. Hisaishi y Youmi Kimura también compusieron  Howl's Moving Castle CD Maxi-Single, un disco con sencillos para radio que se publicó en octubre de 2004, y en el cual se incluye el tema central de la película ("The Merry-Go-Round of Life"), cantado por Chieko Baishō, la versión karaoke del tema central y una versión instrumental de piano. Más tarde, Hisaishi crearía la sinfonía de El castillo ambulante, cuyo álbum saldría publicado en enero del 2005 con arreglos y mayores piezas que la banda sonora original.
A continuación se muestra una tabla donde se detalla la banda sonora:
| Orden | Título de la pista                                           | Duración  |
| ----- | ------------------------------------------------------------ | --------- |
| 01    | Opening: The Merry-go-round of Life                          | 2:34 min. |
| 02    | The Courageous Cavalry                                       | 0:51 min. |
| 03    | Stroll Through the Sky                                       | 2:15 min. |
| 04    | Heart Aflutter                                               | 0:20 min. |
| 05    | The Witch of the Waste                                       | 0:59 min. |
| 06    | Wandering Sophie                                             | 4:20 min. |
| 07    | The Magical Door                                             | 5:27 min. |
| 08    | The Indelible Curse                                          | 0:45 min. |
| 09    | Spring Cleaning                                              | 1:22 min. |
| 10    | To the Lake of Stars                                         | 4:13 min. |
| 11    | Quiet Feelings                                               | 0:28 min. |
| 12    | In the Rain                                                  | 1:28 min. |
| 13    | Vanity and Friendship                                        | 3:58 min. |
| 14    | A 90 Year Old Young Girl                                     | 1:01 min. |
| 15    | Sulliman's Magic Square: Return to the Castle                | 5:23 min. |
| 16    | The Secret Cave                                              | 2:34 min. |
| 17    | Moving                                                       | 3:05 min. |
| 18    | The Flower Garden                                            | 2:58 min. |
| 19    | Run!                                                         | 0:57 min. |
| 20    | Now That's Love                                              | 1:12 min. |
| 21    | Family                                                       | 1:24 min. |
| 22    | Love of War                                                  | 2:56 min. |
| 23    | Escape                                                       | 1:33 min. |
| 24    | Sophie's Castle                                              | 2:39 min. |
| 25    | The Boy Who Drank Stars                                      | 7:30 min. |
| 26    | Ending: The Promise of the World: The Merry-go-round of Life | 6:51 min. |

## Recepción

### Crítica

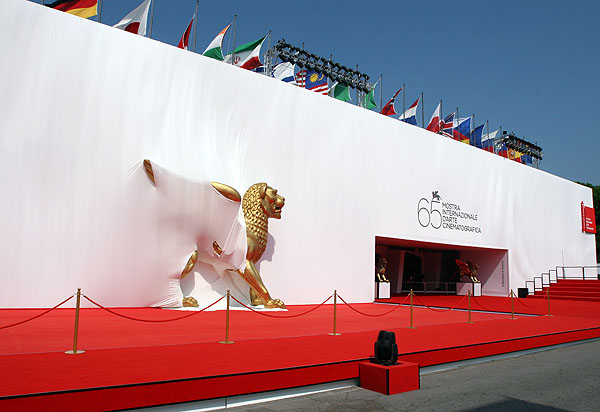
La película obtuvo el Premio Osella en el Festival de Cine de Venecia.

El castillo ambulante tuvo su estreno mundial en el Festival Internacional de Cine de Venecia en septiembre de 2004. La película fue presentada junto con su director Hayao Miyazaki y el productor Toshio Suzuki y obtuvo una excelente recepción. El filme obtuvo el premio Osella a los mejores efectos técnicos, tuvo una mención especial por parte del público y estuvo nominada al León de Oro. La película también fue presentada en diciembre de ese mismo año en el Festival de Cine de Sitges, donde tuvo una calurosa acogida y ovación por parte del público que le llevó a obtener el Premio del Público a Mejor Película.
Las críticas por partes de expertos y analistas fueron muy positivas. A fecha del mes de diciembre de 2012, el prestigioso sitio web de críticas de cine Rotten Tomatoes aprobaba la película con un 87% de apoyo, basado en 147 críticas de expertos, certificándola de "Aprobada". El diario estadounidense USA Today alabó la capacidad de la película de mezclar "el mundo de fantasía de los niños con la sofisticación de las emociones y los sentimientos". La revista española de cine La Butaca calificó al film de "una película animosa en la que se mezcla su desbordante fantasía con la realidad". Otros medios españoles como el diario El País comentaron sobre la película: Prolija e inspirada versión de una novela (...) tiene momentos de soberbia y majestuosa inspiración; mientras que el crítico de cine Antonio C. Martínez, de la revista de cine Cinemanía, dijo: Deslumbrante, mágico y genial viaje animado. El aclamado crítico de cine estadounidense Roger Ebert dijo que El castillo ambulante era "una magnífica obra maestra que es un canto a la vida" y que la película es "una gran carga de fuerza animada". Sight & Sound, la revista oficial del Instituto británico de cine la incluyó en la lista de sus mejores películas del año 2005, siendo la única película de animación en estar en dicha lista. La película consiguió obtener una candidatura en los Premios Óscar en la categoría de Mejor película de animación, aunque finalmente no ganó.

### Distribución

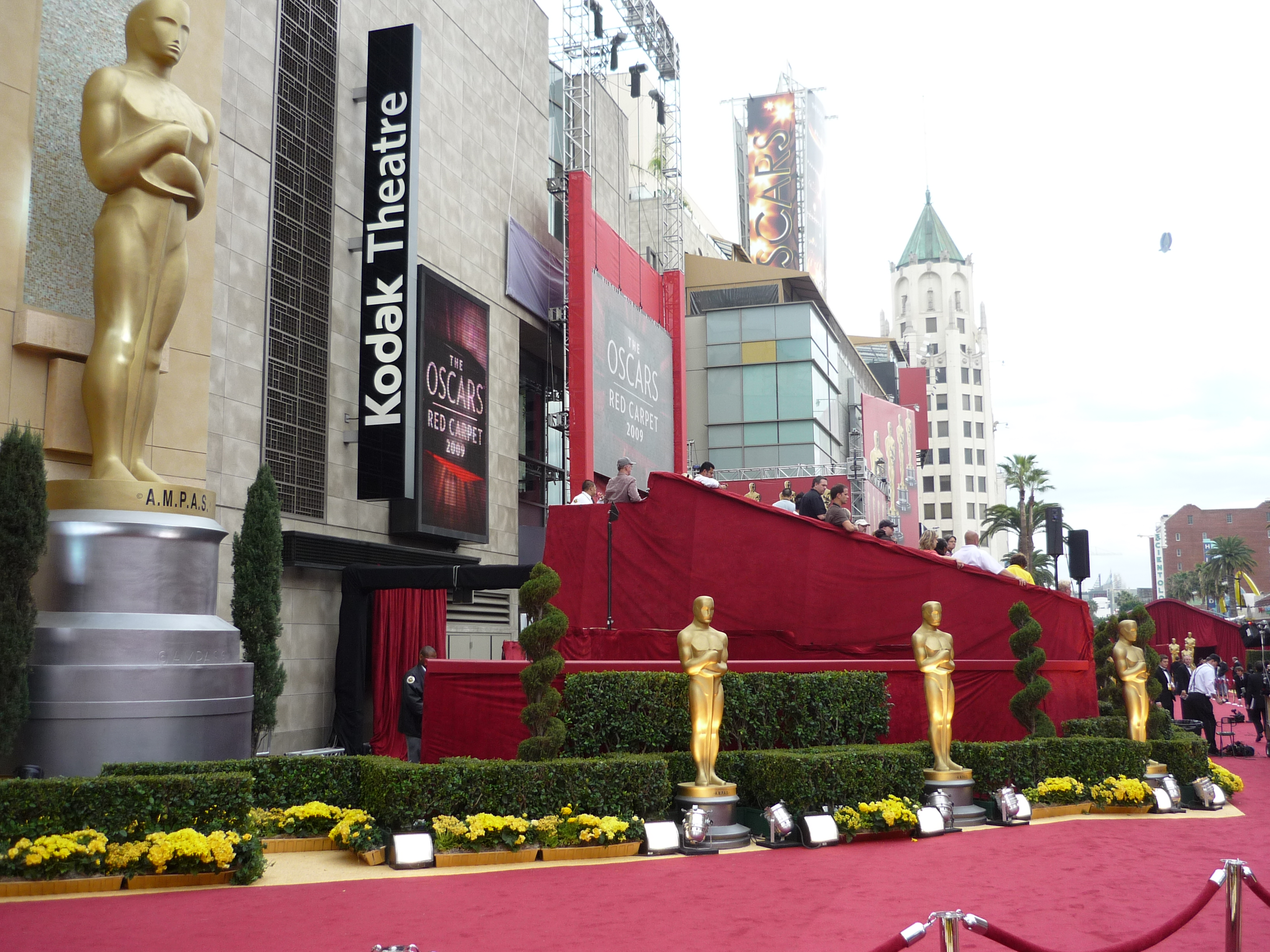
La película obtuvo una nominación en los Premios Óscar en la categoría de Mejor película de animación.

En su país natal, Japón, la película se estrenó en cines dos meses después de su estreno en el Festival Internacional de Cine de Venecia, el 20 de noviembre de 2004, teniendo un éxito increíble, situándose en la primera posición de la taquilla japonesa. La película logró recaudar en su primer fin de semana ¥1 444 469 305 y logrando un total de más de 14 millones de espectadores sólo en Japón. A nivel internacional la película logró obtener 231 711 096 dólares, convirtiéndose en una de las películas japonesas con mayor éxito financiero de la historia. Se convirtió así en una de las películas más taquilleras de la historia del cine en Japón junto con El viaje de Chihiro, también dirigida por Hayao Miyazaki y del Studio Ghibli.
Debido a su éxito tanto en festivales de cine como en taquilla la película no tardó mucho en ser distribuida a escala internacional. En Estados Unidos y Canadá se estrenó en cines de manera limitada el 10 de junio del 2005. El filme fue doblado al inglés y contó en la dirección del doblaje con el director Pete Docter, miembro del estudio Pixar y director de películas como Monsters, Inc. o Up; y John Lasseter, miembro fundador de Pixar y actualmente director creativo de Disney, como productor ejecutivo; el doblaje contó con la participación, en las voces de doblaje, de actores de prestigio de Hollywood como la reconocida actriz estadounidense Lauren Bacall, ganadora de un premio Tony, un Globo de Oro y un Óscar, entre otros. En Iberoamérica, la película fue estrenada con rapidez; en Brasil se estrenó de forma limitada el 15 de julio de 2005, mientras que en México se estrenó el 15 de agosto del 2005 y en Perú y Colombia se estrenó a finales de ese mismo año, aunque en Argentina la película no vio la luz hasta febrero de 2006.
En Europa, debido a la popularidad y las críticas que obtuvo en el Festival Internacional de Cine de Venecia, se estrenó con mucha rapidez. Francia y Suiza se convirtieron en los primeros países en estrenar la película fuera del continente asiático, lanzándose en cines el 12 de enero de 2005 en el país galo y un día después en el país helvético. La película en cines franceses consiguió ser número uno de la taquilla francesa y obtener 1.738.737 euros en su primer fin de semana de estreno, siendo una de las películas más rentables del Studio Ghibli en el país galo. En Bélgica, la película fue estrenada a finales de marzo de 2005 mientras que en Alemania, Países Bajos, Croacia y Austria se estrenó en agosto de ese mismo año. En países angloparlantes como el Reino Unido, Australia e Irlanda se estrenó en septiembre y octubre, respectivamente, mientras que en Noruega, Portugal y Grecia se estrenó, respectivamente, en octubre y noviembre de 2005. En España, El castillo ambulante fue estrenado el 3 de marzo de 2006, teniendo un notable acogimiento en taquilla y convirtiéndose en el tercer mejor estreno del Studio Ghibli en España, solo por detrás de El viaje de Chihiro y La princesa Mononoke.

## Premios y nominaciones
El castillo ambulante recibió un total de 32 nominaciones a distintos premios y reconocimientos, ganando 15 de ellos, entre los que se encuentra el Premio Osella por los Mejores efectos técnicos en el prestigioso Festival Internacional de Cine de Venecia; el Premio Excelencia de Animación que otorga el Festival de Arte de Japón, siendo la quinta producción del Studio Ghibli en recibirlo tras La princesa Mononoke, Mis vecinos los Yamada, El viaje de Chihiro y Neko no Ongaeshi; y el Premio del Público a Mejor Película en el Festival de Cine de Sitges, entre otros galardones.
Entre las nominaciones más destacadas están el Premio Óscar a la Mejor película de animación, terna compartida con Corpse Bride y Wallace & Gromit: The Curse of the Were-Rabbit, perdiendo frente a esta última; el León de Oro a Mejor Película en el Festival Internacional de Cine de Venecia, siendo una de las pocas películas de animación en ser candidatas a dicho premio; el premio a Mejor Película que otorga el Festival de Cine de Sitges; y el Premio Annie a Mejor Película, entre otros.
A continuación se muestra una lista de los premios obtenidos de El castillo ambulante, así como los premios en los que el filme estuvo nominado.
| Organización                                                         | Año  | Premio                                           | Receptor                                                  | Resultado |
| -------------------------------------------------------------------- | ---- | ------------------------------------------------ | --------------------------------------------------------- | --------- |
| Festival Internacional de Cine de Venecia                            | 2004 | «León de Oro a mejor película»                   | Hayao Miyazaki                                            | Nominada  |
| Festival Internacional de Cine de Venecia                            | 2004 | «Premio Osella por los mejores efectos técnicos» |                                                           | Ganadora  |
| Festival Internacional de Cine de Venecia                            | 2004 | «Mención especial»                               | Hayao Miyazaki                                            | Ganadora  |
| Festival de Cine de Sitges                                           | 2004 | «Mejor película»                                 | Hayao Miyazaki                                            | Nominada  |
| Festival de Cine de Sitges                                           | 2004 | «Premio del público a mejor película»            | Hayao Miyazaki                                            | Ganadora  |
| Japan Media Arts Festival                                            | 2004 | «Premio excelencia de animación»                 |                                                           | Ganadora  |
| Mainichi Film Concours                                               | 2005 | «Mejor película japonesa»                        | Hayao Miyazaki                                            | Ganadora  |
| Festival Internacional de Anime de Tokio                             | 2005 | «Animación del año»                              |                                                           | Ganadora  |
| Premios Óscar                                                        | 2005 | «Mejor película de animación»                    | Hayao Miyazaki, Toshio Suzuki                             | Nominada  |
| Premios Satellite                                                    | 2005 | «Mejor película de animación, familiar o mixta»  |                                                           | Nominada  |
| Premios Saturn                                                       | 2005 | «Mejor película»                                 | Hayao Miyazaki                                            | Nominada  |
| Premios Tokio Anime                                                  | 2005 | «Mejor director»                                 | Hayao Miyazaki                                            | Ganadora  |
| Premios Tokio Anime                                                  | 2005 | «Mejor actriz de doblaje»                        | Chieko Baishō                                             | Ganadora  |
| Premios Tokio Anime                                                  | 2005 | «Mejor banda sonora»                             | Joe Hisaishi                                              | Ganadora  |
| Premios Annie                                                        | 2005 | «Mejor película de animación»                    | El castillo ambulante Studio Ghibli, Walt Disney Pictures | Nominada  |
| Premios Annie                                                        | 2005 | «Mejor director de película de animación»        | Hayao Miyazaki                                            | Nominada  |
| Premios Annie                                                        | 2005 | «Mejor guión de animación»                       | Hayao Miyazaki                                            | Nominada  |
| Festival de Cine de Mawi                                             | 2005 | «Premio del público»                             |                                                           | Ganadora  |
| Festival Internacional de Cine de Reikiavik                          | 2005 | «Premio RIFF del público»                        |                                                           | Ganadora  |
| Festival Internacional de Cine de Seattle                            | 2005 | «Premio Golden Space Needle»                     | Toshio Suzuki                                             | Ganadora  |
| Hollywood Film Festival                                              | 2005 | «Animación del año»                              |                                                           | Ganadora  |
| Los Angeles Film Critics Association Awards                          | 2005 | «Premio LAFCA a la mejor banda sonora»           | Joe Hisaishi                                              | Ganadora  |
| New York Film Critics Circle Awards                                  | 2005 | «Mejor película de animación»                    |                                                           | Ganadora  |
| San Diego Film Critics Society Awards                                | 2005 | «Mejor película de animación»                    |                                                           | Ganadora  |
| Broadcast Film Critics Association                                   | 2006 | «Mejor Película de animación»                    |                                                           | Nominada  |
| Festival de Cine Asiático de Hong Kong                               | 2006 | «Mejor película asiática»                        | Toshio Suzuki, Japón                                      | Nominada  |
| Sindicato Nacional de Periodistas de Italia                          | 2006 | «Mejor director»                                 | Hayao Miyazaki                                            | Nominada  |
| Sindicato Nacional de Periodistas de Italia                          | 2006 | «Mejor película extranjera»                      |                                                           | Nominada  |
| Motion Picture American Sound Editors                                | 2006 | «Mejor edición de sonido»                        | Kazuhiro Wakabayashi                                      | Nominada  |
| Online Film Critics Society Awards                                   | 2006 | «Mejor película de animación»                    |                                                           | Nominada  |
| American Young Artist Awards                                         | 2006 | «Mejor película familiar - Animación»            |                                                           | Nominada  |
| MTV Movie Awards de Rusia                                            | 2006 | «Mejor animación»                                |                                                           | Nominada  |
| Sociedad de escritores estadounidenses de Ciencia Ficción y Fantasía | 2007 | «Mejor guión»                                    | Hayao Miyazaki                                            | Ganadora  |